# Štítnik
Štítnik (del húngaro: Csetnek) es un localidad de Eslovaquia. Está localizada en el Distrito de Rožňava, en la Región de Košice, al este del país. La localidad pertenecía a los dueños del castillo de Gemer.
La localidad tiene un castillo que se llama Vodna y también tiene, en el centro del pueblo, una iglesia evangélica de arquitectura gótica. 
El pueblo fue fundado en 1243 por la reina de Hungría, Bela IV con el propósito de mantener contacto con el resto de la región.
La iglesia fue fundada entre 1300 y 1400. Tiene el órgano más grande de toda Europa Central. El órgano fue elaborado en 1491.
La población total es 1.510 personas y cuenta con minorías de húngaros y de rumanos.

## Demografía
| Año        | 1994 | 2004    | 2014    | 2024    |
| ---------- | ---- | ------- | ------- | ------- |
| Población  | 1485 | 1501    | 1496    | 1463    |
| Diferencia |      | +1,07 % | −0,33 % | −2,20 % |

| Año        | 2023 | 2024    |
| ---------- | ---- | ------- |
| Población  | 1460 | 1463    |
| Diferencia |      | +0,20 % |